# 주니어 (영화)
《주니어》(영어: Junior)는 1994년에 개봉한 미국의 코미디 영화로, 아이번 라이트먼이 연출하고, 아널드 슈워제네거, 에마 톰프슨 등이 출연하였다. 자신의 몸에 임상 시험을 해서 아이를 임신하게 되는 남성 박사의 이야기를 다룬다.
흥행과 평가 모두 좋지 않은 결과를 안았지만, 슈워제네거와 톰프슨은 이 작품으로 1995년 제52회 골든 글로브상에서 각각 뮤지컬·코미디 영화 부문 남우 주연상과 여우 주연상 후보에 올랐으며, 영화에 나온 패티 스마이스의 노래 “Look What Love Has Done”이 제67회 아카데미상 주제가상에 후보 지명되었다.

## 줄거리
오스트리아 출신 유전학자 앨릭스와 산과/부인과 의사 래리는 유산 위험을 낮추는 임신 촉진제를 개발한다. 하지만 미국 식품의약국 승인을 받지 못해 사람 대상 실험이 불가능해지자 앨릭스는 고국으로 돌아가려고 한다.
래리는 약의 성능은 성별을 가리지 않고 마땅한 지원자를 찾기도 어려우니 앨릭스의 몸에 직접 실험을 하자고 제안한다. 그렇게 남성인 앨릭스는 유전학자 다이애나가 기부했던 난자 일명 “주니어”로 임신을 하게 된다.

## 출연진
- 아널드 슈워제네거 - 알렉산더 “앨릭스” 헤스(헤세) 박사 역
- 대니 더비토 - 래리 아버개스트 역
- 에마 톰프슨 - 다이애나 레딘 역
- 프랭크 랜젤라 - 노아 베인스 역
- 패멀라 리드 - 앤절라 아버개스트 역
- 아이다 터투로 - 루이즈 역
- 제임스 엑하우스 - 네드 스넬러 역
- 메건 캐버나 - 윌로 역
- 캐슬린 챌펀트 - 카시타스 마드레스 접수 담당 직원 1 역
- 애나 건 - 카시타스 마드레스 접수 담당 직원 2 역
- 주디 콜린스 - 나오미 역
- 크리스토퍼 멀로니 - 랜저로타 씨 역
- 스테펀 기어라시 - 에드워드 소여 역

## 우리말 녹음
KBS 성우진 (1999년 1월 2일)
- 이정구 - 알렉산더 헤스(아널드 슈워제네거)
- 손정아 - 다이애나 레딘(에마 톰프슨)
- 조동희 - 래리 아버개스트(대니 더비토)
- 이향숙 - 앤절라 아버개스트(패멀라 리드)
- 김병관 - 노아 베인스(프랭크 랜젤라)
- 최옥희
- 임성표
- 안종익
- 한수경
- 전인배
- 장호비
- 박미선
- 주유랑

## 같이 보기
- 토머스 비티